# So Young
«So Young» (en español: «Demasiado Jóvenes») es una canción del álbum Talk On Corners, el disco más exitoso de la banda irlandesa The Corrs. El remix de la edición especial del disco fue lanzado como sencillo en 1998.
Empleada normalmente en sus giras hacia el final de los conciertos, es un tema clásico en la discografía de The Corrs.  Habla sobre las cosas que se hacen en la juventud y a la vez el deseo de permanecer con ese espíritu (Realmente no importa si no comemos, si no dormimos, porque somos demasiado jóvenes ahora, y cuando llegue el mañana volveremos a hacerlo todo de nuevo). El videoclip fue grabado en Chicago. 
Suele ser interpretada por Sharon Corr en sus conciertos en solitario.

## Ediciones del sencillo
- 1998 «So Young» (K-Klass Remix)
- 1998 «So Young» (Live at the Royal Albert Hall)

La canción original está presente en Talk On Corners (1997), el remix lo está en la edición especial del mismo (1998) y además está también presente en Unplugged (1999), Best of The Corrs (2001), Live in Dublin (2002), Ultimate Corrs Collection (2006) y en todos los DVD de la banda.

## Listas de éxitos
- España (Los 40 Principales) #1
- Reino Unido (Charts) #6
- Irlanda #29
- Australia #61
- Holanda #63
- Francia #76
- Alemania #80

- Datos: Q2854310